# Naklo
Naklo (IPA: ['naːklɔ], németül Naklas) város és községközpont Szlovéniában. A fő településnek, amely korábban Veliko Naklo (németül:  Großnaklas) néven volt ismert, több része van: Malo Naklo (németül:  Kleinnaklas), Pivka(németül:  Piuka) és Podreber.

## Neve
Naklo első írásos említése 1241-ből származik Nacel (1252-ben mint Nakel, 1317-ben Nachal, 1320-ban Nakal, 1323-ban Nackal, 1328-ban pedig Nakel) néven. A Naklo név más szláv országokban is megjelenik, például Nakło (Lengyelország) és Náklo (Csehország). A név eredetileg *na kъlě (kb. (homokos) turzás a folyóban) volt, utalva a település helyére, ez rövidülve *nakъlo lett. A múltban német nyelvterületen Naklas néven ismerték.

## Története
Naklót 1475-ben a törökök, 1809 júliusában pedig a francia csapatok fosztották ki. Naklónak volt az elsők között Szlovéniában folyóviz rendszere, amelyet a 18. században építettek ki Jurij Voglar (1651-1717) erőfeszítéseinek köszönhetően. A második világháború idején a német csapatok bunkerrendszert építettek és drótkerítéssel vették körül a várost, ezenkívül SS ezredközpontot tartottak fenn a településen.

## Temploma
Templomát Szent Péternek szentelték. Barokk stílusban épült, 1843-ban egy tűzvész után felújításon esett át. Az oltárfestmény Leopold Layer (1752-1828) , míg a keresztút Janez Wolf (1825-1884) műve.

## Galéria

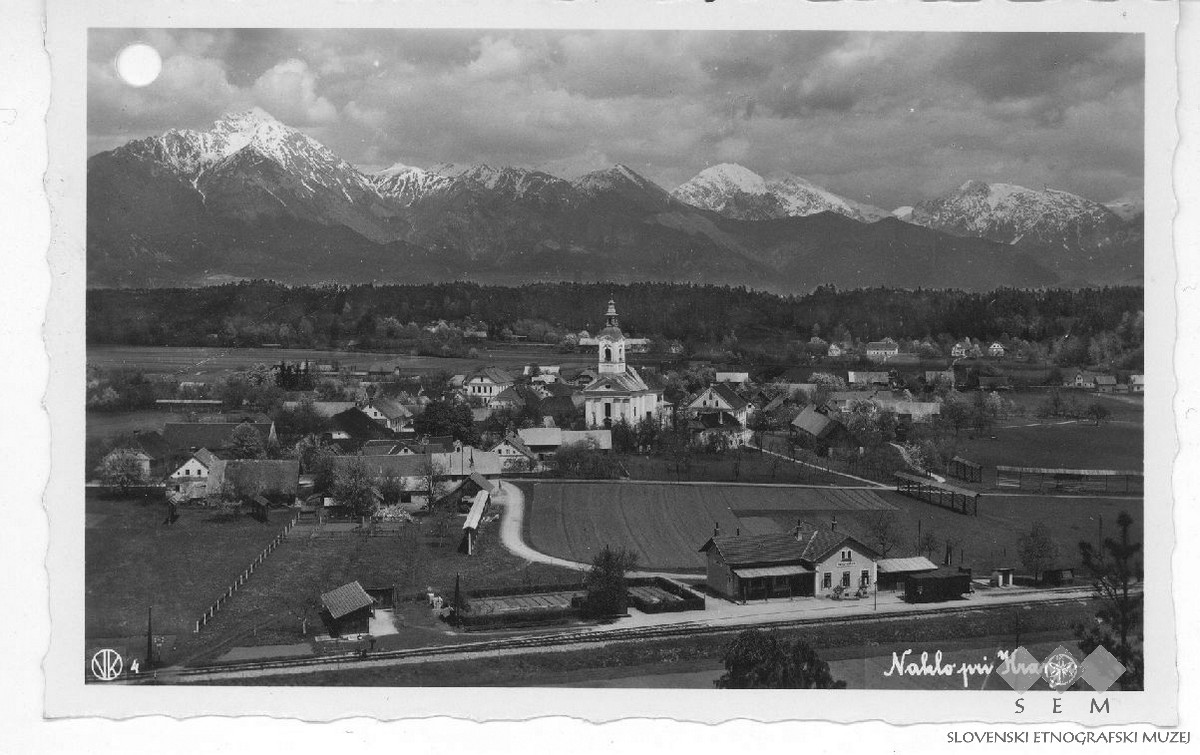
Naklo a 20. század első felében
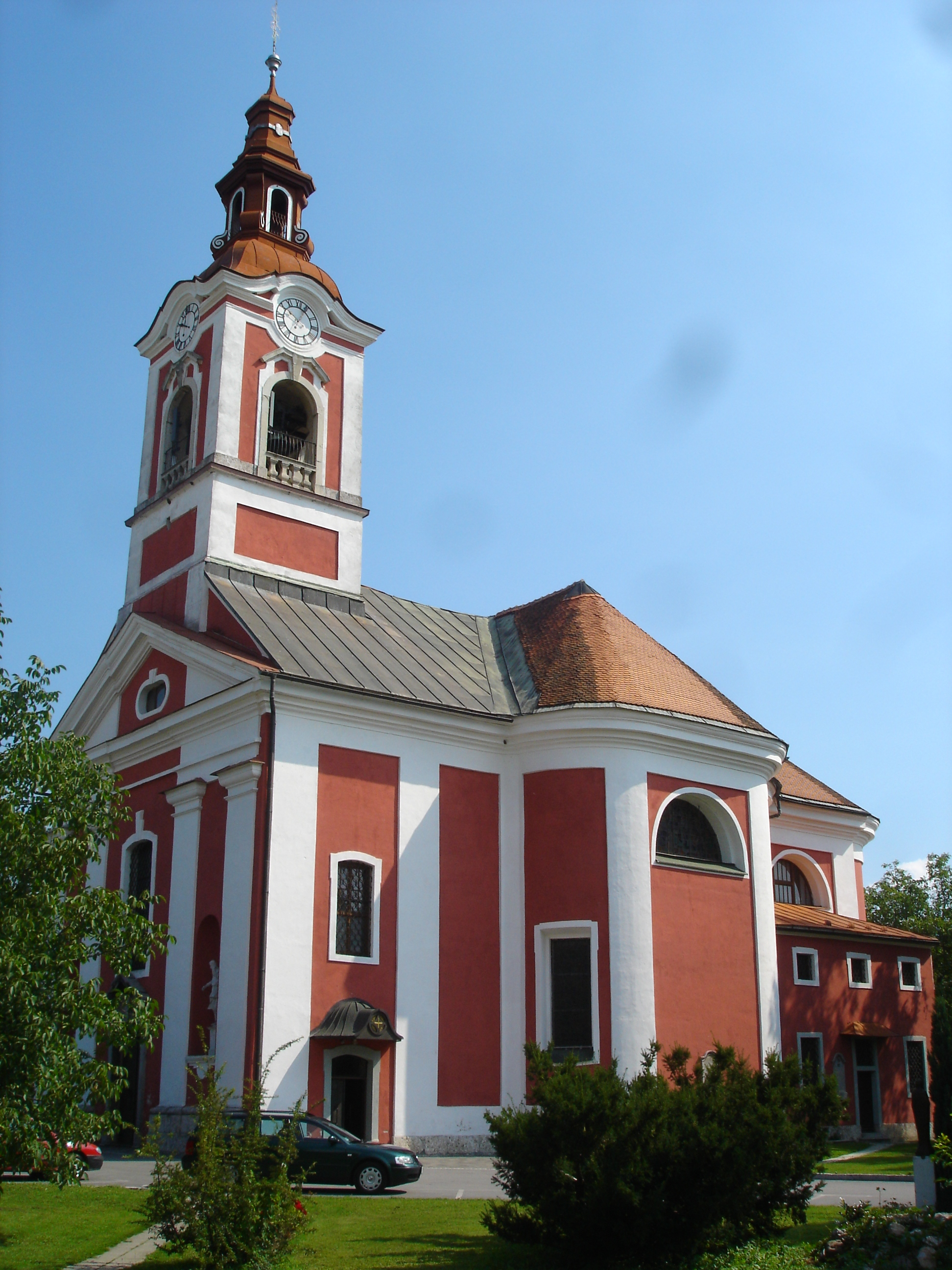
A templom
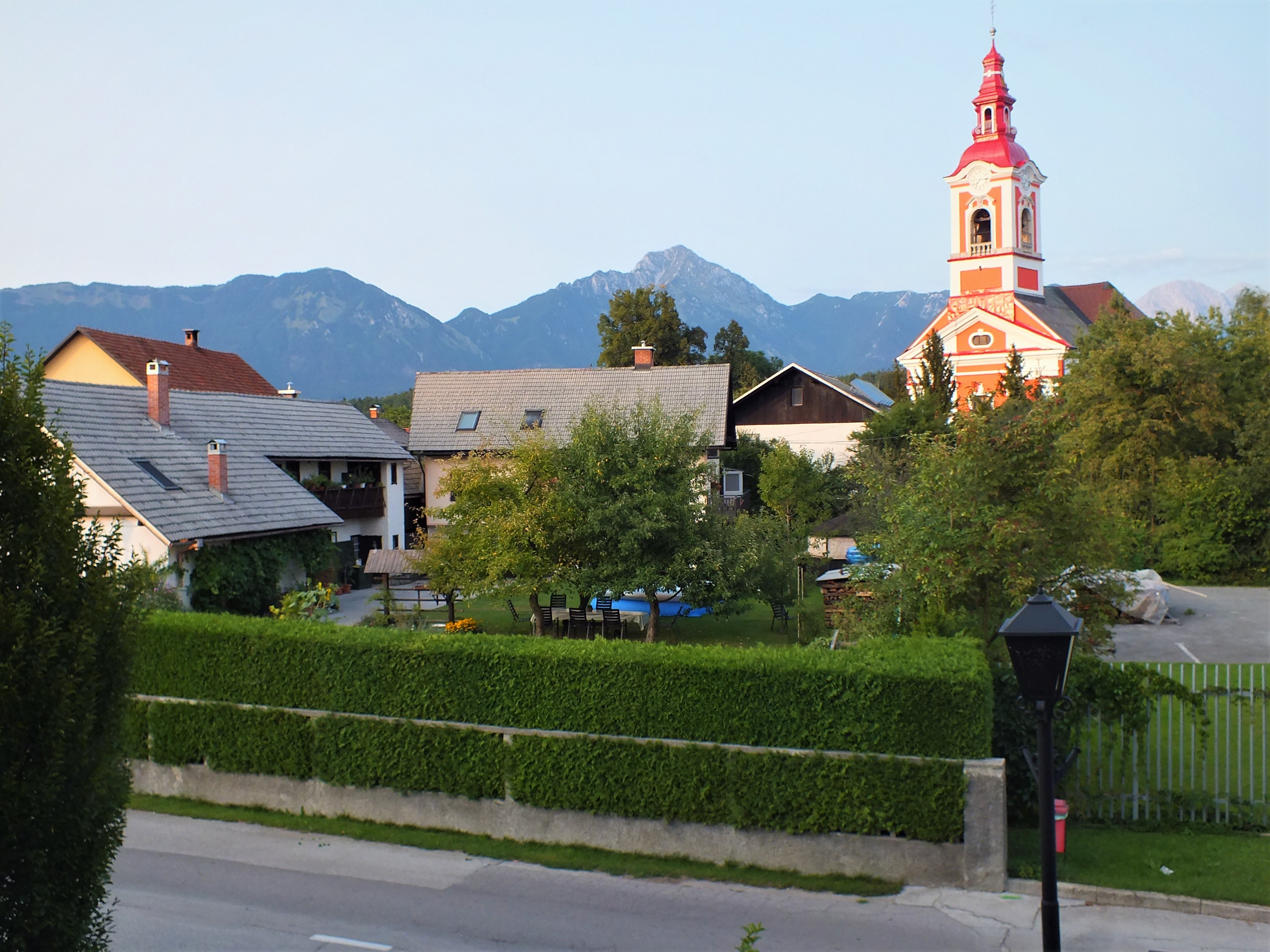
Nakloi látkép

## Fordítás
- Ez a szócikk részben vagy egészben a Naklo című angol Wikipédia-szócikk ezen változatának fordításán alapul.  Az eredeti cikk szerkesztőit annak laptörténete sorolja fel. Ez a jelzés csupán a megfogalmazás eredetét és a szerzői jogokat jelzi, nem szolgál a cikkben szereplő információk forrásmegjelöléseként.